# Trave

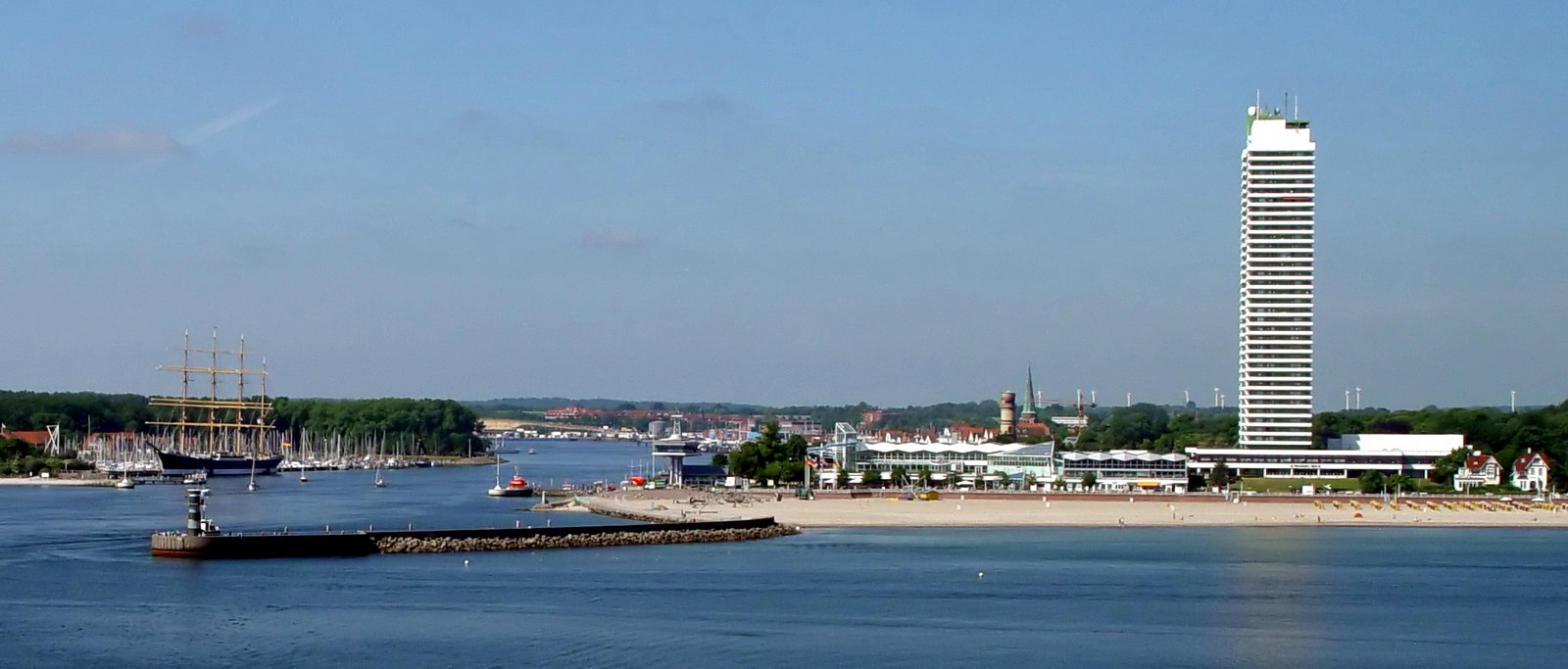
Ujście rzeki do Bałtyku w Travemünde

Trave (pol. hist. Trawna) – rzeka w Niemczech (Szlezwik-Holsztyn) o dł. 124 km. 
Wypływa kilka kilometrów na północ od Ahrensbök koło Gießelrade, przepływa przez Bad Segeberg, Bad Oldesloe, Reinfeld (Holstein), Lubekę i w Travemünde uchodzi do Morza Bałtyckiego. W Lubece łączy się z kanałem Łaba-Lubeka. Powierzchnia jej dorzecza wynosi 2676 km².
Odcinek rzeki między Lubeką, a morzem jest ważnym szlakiem dla statków. Z tego powodu bieg rzeki na tym odcinku korygowano w przeszłości kilka razy. Pod dnem rzeki na odcinku drogi B 75 z Lubeki do Travemünde biegnie Herrentunnel otwarty 26 sierpnia 2005 roku. Tunel długości 830 m jest drugim w Niemczech płatnym tunelem.
Wyspy na Trave: Teerhofinsel, Buchhorst.